# Muzeum Ziemi Biłgorajskiej w Biłgoraju
Muzeum Ziemi Biłgorajskiej w Biłgoraju – muzeum położone w Biłgoraju. Placówka jest jednostką organizacyjną powiatu biłgorajskiego.

## Historia muzeum
Placówka została powołana w 1966 roku na mocy uchwały biłgorajskiej Powiatowej Rady Narodowej. Swą działalność Muzeum Regionalne w Biłgoraju rozpoczęło w rok później, jako oddział Muzeum Okręgowego w Lublinie, by następnie stać się oddziałem Muzeum Okręgowego w Zamościu. Większość jego zbiorów pochodziła z kolekcji Michała Pękalskiego – regionalisty i organizatora izby pamięci przy Włosiankarskiej Spółdzielni Pracy w Biłgoraju. Siedzibą muzeum był pomieszczenia piwniczne biłgorajskiego Urzędu Miejskiego przy Pl. Wolności 16.

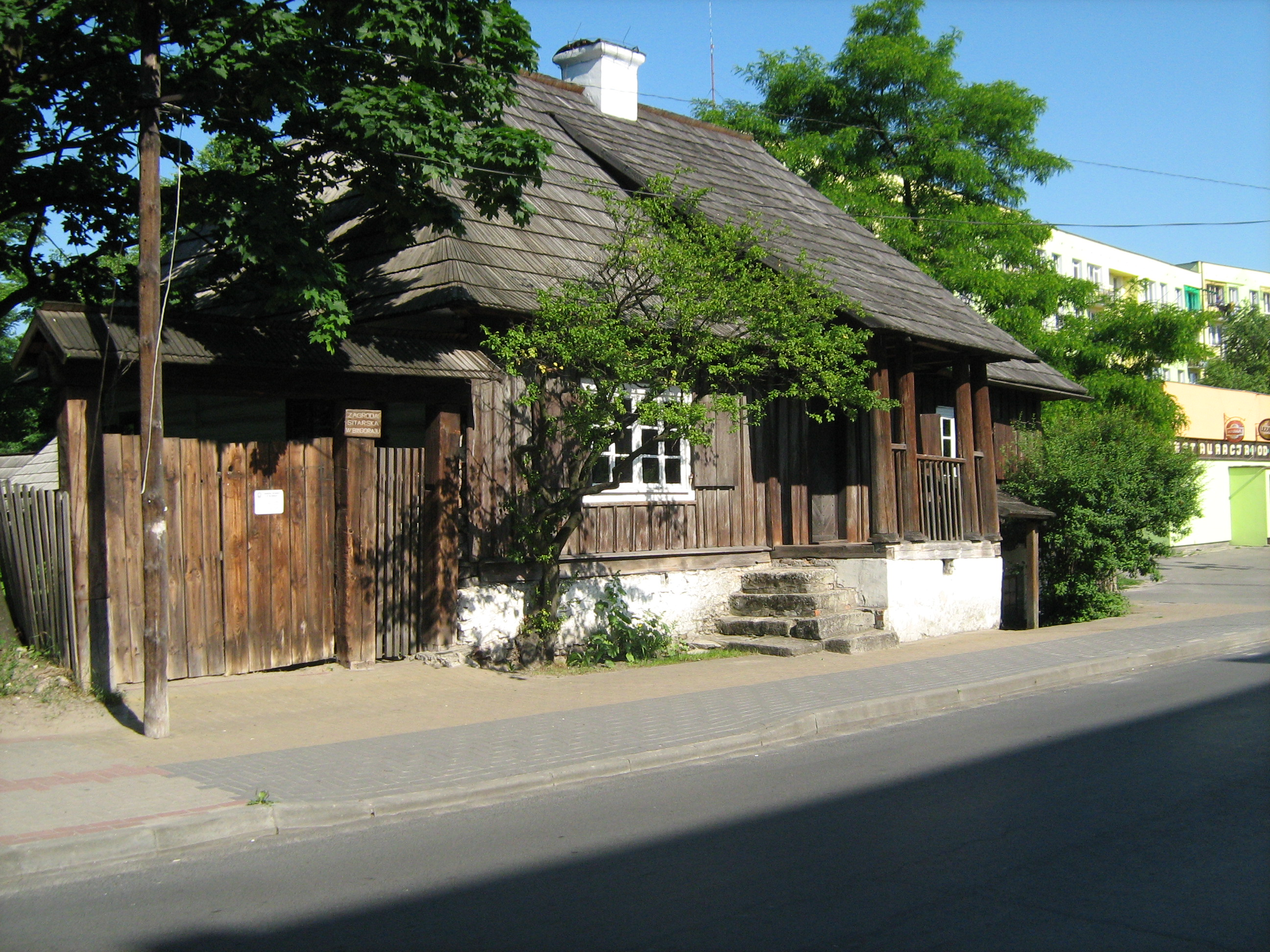
Zagroda Sitarska

W 1973 roku, wobec przystąpienia do wyburzeń starych domów sitarskie przy ulicach: Ogrodowej, Nadstawnej i Stawiska, udało się zachować jedną z zagród i zorganizować w niej filię muzeum – Skansen „Zagroda Sitarska”. Otwarcie ekspozycji w Zagrodzie miało miejsce w 1976 roku. W tym samym roku placówka zmieniła nazwę na Muzeum Rzemiosł Ludowych. Z tamtego okresu pochodzą plany przeniesienia placówki do zespołu młyńskiego w dolinie Białej Łady oraz utworzenia lapidarium sztuki cmentarnej na starym cmentarzu przy ul. Lubelskiej. Zamierzeń tych nie zrealizowano (budynek młyński spłonął w 1987 roku).

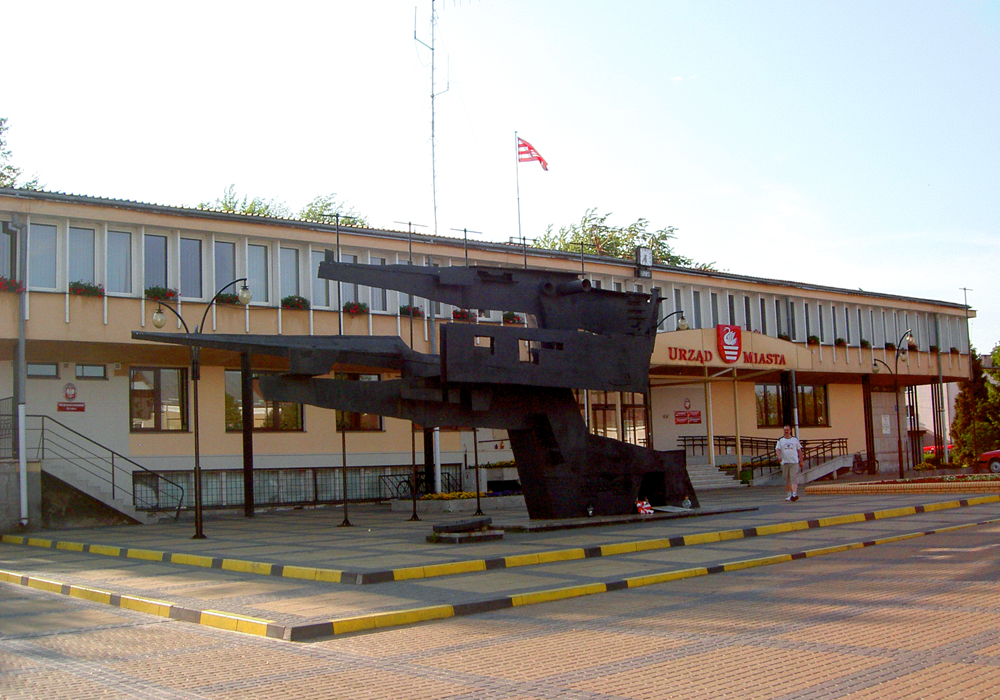
Budynek Urzędu Miasta – siedziba muzeum do 2014 roku

W 1999 roku muzeum zostało przejęte przez powiat biłgorajski jako Muzeum Ziemi Biłgorajskiej. W marcu 2014 roku zbiory muzeum zostały przeniesione do nowej siedziby – budynku dawnego Starostwa Powiatowego w Biłgoraju. Pomieszczenia Starostwa zostały użyczone placówce na okres 10 lat.

## Ekspozycje
Na wystawę muzeum składają się następujące ekspozycje:
- „Partyzancka broń” oraz „Partyzancka placówka” – wystawy zorganizowane z okazji 70. rocznicy bitwy pod Osuchami, w ramach których prezentowana jest broń palna, używana przez partyzantów oraz zrekonstruowany wygląd partyzanckiego bunkra,
- „Od grzędy do szafy” – ekspozycja ukazująca dawne sposoby przechowywania odzieży oraz poświęcona strojowi biłgorajsko-tarnogrodzkiemu,
- „Polacy – Ukraińcy 1943–1945” – wystawa przygotowana przez lubelski Oddział Instytutu Pamięci Narodowej, poświęcona rzezi wołyńskiej,
- „Gustaw Pillati – Typy polskie” – ekspozycja litografii, autorstwa Gustawa Pillatiego, pochodzących z lat 20. XX wieku,
- „Biłgoraj w latach II wojny światowej” – wystawa fotograficzna, ukazująca miasto podczas II wojny światowej.

Muzeum jest czynne codziennie, z wyjątkiem poniedziałków i dni poświątecznych. W sezonie turystycznym (kwiecień-październik) w weekendy czynne jest w każdy drugi i czwarty weekend miesiąca. Wstęp jest płatny, z wyjątkiem sobót.